# Club d'aviron Arraun Lagunak
Maillots
C.R.O. Donostia Arraun Lagunak est un club d'aviron de Saint-Sébastien (Donostia en euskara) fondé en 1964.
Initialement consacré au banc mobile, ils mettent à l'eau pour la première fois une traînière dans les années 1970. Ils prennent part pour la première fois au Drapeau de La Concha en 1971.
En 2007, il participe à la convention pour former Donostiarra, la trainière unifiée de la ville.

## Palmarès en banc fixe

### Championnats
- 1 Championnat d'Espagne de trainières: 1992.
- 1 Championnat de trainières d'Euskadi: 1992.
- 1 Championnat du Guipuscoa de batels: 2000.

### Drapeaux
- 2 Drapeau de Zumaia: 1991, 1992.
- 1 Drapeau de Hondarribia: 1991.
- 1 Drapeau Ciudad de Castro Urdiales: 1991.
- 1 Drapeau de Sestao: 1991.
- 1 Drapeau de Fortuna: 1993.
- 1 Drapeau d'Ondarroa: 2004.

### Sources
- (es) Cet article est partiellement ou en totalité issu de l’article de Wikipédia en espagnol intitulé « C.R.O. Donostia Arraun Lagunak » (voir la liste des auteurs).